# 서재민 (2003년)
서재민(2003년 9월 16일 ~ )는 대한민국의 축구 선수로, 포지션은 미드필더이다. 현재 K리그2 서울 이랜드 FC 소속이다.

## 클럽 경력
2024시즌을 앞두고 FC 서울과의 상호 합의간 계약 혜지로 팀을 떠났고, K리그2의 서울 이랜드 FC로 이적했다.